# Leopoly
A Leopoly a Leopoly Kft. (alapítva 2015.03.30.) által fejlesztett és forgalmazott, felhő alapú, böngészőben futó 3D modellező és perszonalizációs szoftver platform, ami a 3D nyomtatás digitális tartalommal történő kiszolgálását célozza.

## Koncepció és működés
A platform alapkoncepciója, hogy a laikus köröknek, vállalatoknak és végfelhasználóknak egyaránt digitális tárgyalkotó eszközt nyújtson a 3D nyomtatás kihasználásához.
A Leopoly platform lehetőséget nyújt előre elkészített, digitális modellek perszonalizációjára, és önálló modellezésre is. A website-on a felhasználók, az általuk alkotott modelleket felhő alapon menthetik, letölthetik, illetve megrendelhetik fizikai formájukban az integrált 3D nyomtató szolgáltatókon keresztül.
A következő modellező eszközök érhetők el:
- Organikus modellezés (digitális gyurmázás)
- Boolean műveletek
- Digitális gravírozás és dombornyomás
- Parametrikus modellezés
- Színezés, textúrázás[3]

A Leopoly Kft. a platformot úgynevezett white-label szolgáltatásként értékesíti vállalati ügyfeleknek.

## Technikai háttér
- Az alkalmazás motorja C++ nyelven íródott
- Az alkalmazás webgl és javascript alapú böngészőkben fut. (Chrome, Firefox, Safari stb.)
- STL és OBJ kiterjesztésú 3D modelleket is kezel
- Adaptive subdivision algoritmust használ a modellezéshez és realtime polygon optimalizációt
- Cloud alapú adat tárolás ahova feltölthető és letölthető az adott objektum

## Rendszerkövetelmény
- webgl-t támogató böngésző
- Processor: i5 Intel
- RAM: 1 gigabájt (GB)
- video kártya driver kompatibilitás:
- Nvidia: NVIDIA >= 257.21
- ATI: ATI/AMD >= 10.6
- Intel: Intel driver 2010. szeptemberi verzió, vagy újabb

## Díjak
- 2015 novemberében, az isztambuli DIGIT.EMEA esemény startup versenyén, a Leopoly első helyen végzett[4][5]
- Szintén 2015 novemberében, a Helsinkiben megrendezett Slush eseményen, az IBM Cloud Startup Award dobogósa[6]